# Rhynchosida physocalyx
Rhynchosida physocalyx är en malvaväxtart som först beskrevs av Samuel Frederick Gray, och fick sitt nu gällande namn av P.A. Fryxell. Rhynchosida physocalyx ingår i släktet Rhynchosida och familjen malvaväxter. Inga underarter finns listade i Catalogue of Life.